# Joseph Hermans
Joseph Hermans, född 27 april 1890, död 1925, var en belgisk bågskytt. 
Hermans deltog vid olympiska sommarspelen 1920, där han tog två guld och ett brons.